# 戦利品
戦利品（せんりひん）とは、戦争や戦闘で勝利したことにより手に入れた品。

## 具体例
- 戦争・戦闘で奪った兵器は戦利品として使われる。
- 戦利品の軍艦は戦利艦と呼ばれる。
- 多くの場合、敗戦した国・地域の美術品が戦利品として国外に流出することが多い。
- 転じて、ある程度の労を重ねて所有した物品を戦利品と称することもある。